# Mikael L Wahlberg
Lars Mikael Wahlberg, född 25 juli 1972, är en svensk före detta professionell ishockeyspelare (center) som spelade för Brynäs IF, men han lade av efter 2005/2006. Han bar tröjnummer 62.

## Statistik[1]
| 1993/94 | Brynäs IF   | Elitserien | 40 | 5  | 2  | 7  | 42 | 6  | -- | 1  | 1  | 5  |
| 1994/95 | Brynäs IF   | Elitserien | 39 | 5  | 9  | 14 | 75 | 13 | 4  | 4  | 8  | 14 |
| 1995/96 | Brynäs IF   | Elitserien | 22 | 3  | 3  | 6  | 18 | -- | -- | -- | -- | -- |
| 1996/97 | --          | --         | -- | -- | -- | -- | -- | -- | -- | -- | -- | -- |
| 1997/98 | --          | --         | -- | -- | -- | -- | -- | -- | -- | -- | -- | -- |
| 1998/99 | --          | --         | -- | -- | -- | -- | -- | -- | -- | -- | -- | -- |
| 1999/00 | --          | --         | -- | -- | -- | -- | -- | -- | -- | -- | -- | -- |
| 2000/01 | MODO Hockey | Elitserien | 50 | 2  | 21 | 23 | 44 | 2  | -- | -- | -- | -- |
| 2001/02 | MODO Hockey | Elitserien | 44 | 9  | 34 | 43 | 34 | 12 | 1  | 8  | 9  | 10 |
| 2002/03 | --          | --         | -- | -- | -- | -- | -- | -- | -- | -- | -- | -- |
| 2003/04 | --          | --         | -- | -- | -- | -- | -- | -- | -- | -- | -- | -- |
| 2004/05 | Brynäs IF   | Elitserien | 28 | 9  | 10 | 19 | 24 | -- | -- | -- | -- | -- |
| 2005/06 | Brynäs IF   | Elitserien | 17 | 4  | 3  | 7  | 18 | -- | -- | -- | -- | -- |